# 北山えり
北山 えり（きたやま えり、1976年12月14日 -  ）は、日本の元タレントである。1990年代後半、レースクイーンやグラビアアイドルとして活動していた。VENUSのメンバーとしてavexよりCD等もリリースした。

## 略歴
- 1997年 Koseiレースクイーン、avexイメージ・ガール
- 1998年 ブリヂストン ファイアストンガールズ、K-1イメージガール
- 1999年 POTENZAギャル（ブリヂストン）

## 出演

### テレビ
- 出動!ミニスカポリス（テレビ東京、1998年）
- アルテミッシュNIGHT（テレビ東京、1998年）
- SRS （フジテレビ)
- Wスポット（関西テレビ、1998年）
- アフリカの夜（フジテレビ、1999年） - チナ 役
- ナニワ金融道4（フジテレビ、1999年4月30日）

### 写真集
- レースクイーンandキャンギャル31 Best Final（1997年、桃園書房）ISBN 978-4807831272
- QUEENS Ⅱ 最強レースクイーン名鑑（1998年、フォレスト出版）ISBN 978-4894510647
- スコラ キャンギャル完璧ファイル 1998（1998年、スコラ）
- Best of RaceQueens '98（1998年、音楽専科社）
- undercover（1998年12月、ぶんか社、撮影：上野勇）ISBN 978-4821122547

### ビデオ・DVD
- RACE QUEEN天国（VHS ポニーキャニオン）
- K-1 GIRLS '98（VHS ポニーキャニオン、1998年）
- MOTOR SPORTS&RACE QUEEN （高木雅子、太田八重子共演 IBA・パイオニアビデオ）
- 誘女 北山えり（GPミュージアムソフト、2004年8月）